# Johan Willem Friso van Nassau-Dietz
Johan Willem Friso (Dessau, 4 augustus 1687 – Strijensas, 14 juli 1711) was vorst van Nassau-Dietz (1696-1711, vanaf 1702 Nassau-Oranje), prins van Oranje (1702-1711) en stadhouder van Friesland (1696-1711) en Groningen (1696-1711).

## Biografie
Johan Willem Friso was de tweede zoon en het derde kind van Hendrik Casimir II van Nassau-Dietz en Henriëtte Amalia van Anhalt-Dessau. Zijn gouverneur was Johannes Lemonon, professor aan de Universiteit van Franeker. Bij het overlijden van zijn vader in 1696 werd hij vorst van Nassau-Dietz en tot stadhouder benoemd van de gewesten Friesland en Groningen. Zijn moeder trad op als regentes tot 1707. Toen nam Johan Willem Friso de functie van stadhouder van Friesland daadwerkelijk op zich, en in 1708, toen hij meerderjarig werd, tevens het stadhouderschap van Groningen.
Johan Willem Friso was via zijn beide grootmoeders een afstammeling van de Vader des Vaderlands, Willem van Oranje. Zijn grootmoeders, Albertine Agnes en Henriëtte Catharina, waren zussen van elkaar, dochters van prins Frederik Hendrik van Oranje en kleindochters van Willem van Oranje.
Als enige erfgenaam van zijn achterneef stadhouder Willem III, die in 1702 overleed, erfde hij de titel prins van Oranje. Echter, direct na het openvallen van het testament, maakten ook de Fransman Frans Lodewijk van Bourbon-Conti en Willems neef Frederik I van Pruisen aanspraak op de titel prins van Oranje. In 1711 werd besloten de erfeniskwestie in Den Haag te bespreken.
Johan Willem Friso nam als generaal deel aan de Spaanse Successieoorlog. Bij de Slag bij Malplaquet op 11 september 1709 ontstond een misverstand tussen hem en de Britse commandant, John Churchill. Hierdoor verloren vele duizenden Nederlanders het leven in deze bloedige veldslag. De slag werd toch beslist in het voordeel van de geallieerden.
Johan Willem Friso erfde de buitenplaats in Oranjewoud, van zijn grootmoeder prinses Albertine Agnes van Nassau, en wilde hier een paleis neerzetten. Hij liet Daniël Marot het Paleis Oranjewoud ontwerpen, en in 1708 werd met de bouw begonnen. Na zijn dood ging zijn echtgenote, Maria Louise van Hessen-Kassel, verder met dit project.

## Het ongeluk bij Strijensas
Op 14 juli 1711 kwam Johan Willem Friso aan bij de Moerdijk. Hier wilde hij het Hollandsch Diep oversteken om zo naar Den Haag te kunnen, in verband met een bespreking met zijn rivaal, Frederik van Pruisen, over de erfenis van zijn achterneef koning-stadhouder Willem III. Het weer was goed, maar er leek een flinke bui op komst. De prins liet zijn boot bij een groter vaartuig aanleggen. 

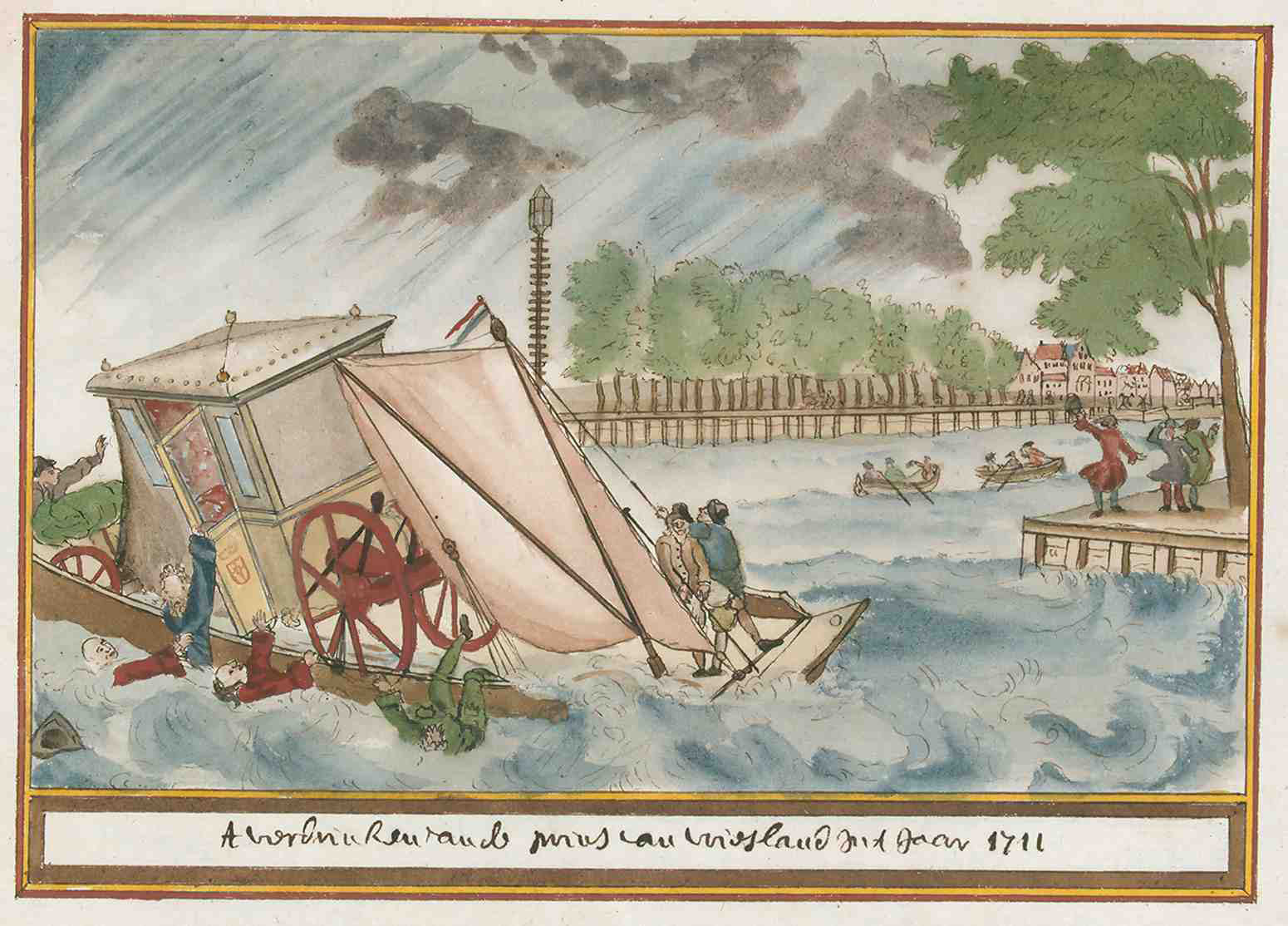
Wapen t verdrinken van de prins van vriesland int jaar 1711, Atlas Schoemaker: Friesland, 1710-1735

Om het zelf droog te houden, nam hij plaats in een klein vissersvaartuig waarop zijn koets verscheept stond. Toen de boot bijna de overkant bij Strijensas had bereikt, was de bui uitgebleven. De prins was inmiddels uit zijn koets gekomen. De schipper moest de zeilen nog even wenden en daarna kon het gezelschap aan land gaan. Echter, de zeilen weigerden en plots kwam er een flinke windvlaag aanzetten. Deze vulde het zeil en de boot helde over en schepte water. Alle opvarenden vielen overboord. Een persoon (Onno Boldewijn du Tour) wist zich aan de portierkruk van de koets vast te klemmen. Prins Johan Willem Friso klemde zich weer aan hem vast, maar kon hem niet vasthouden toen een golf hem meesleurde. De schipper zette tevergeefs een reddingsactie op touw; de jonge prins verdronk, evenals zijn kamerheer. De overige opvarenden konden wel worden gered.
Pas acht dagen na het ongeluk zag een schipper het lijk van de prins drijven, op ongeveer de plaats van het ongeluk nabij Strijensas. Op 25 februari 1712, ruim zeven maanden na zijn dood, werd Johan Willem Friso bijgezet in de grafkelder van de Friesche Nassaus in de Grote of Jacobijnerkerk te Leeuwarden.

## Huwelijk en kinderen
Johan Willem Friso trouwde op 26 april 1709 te Kassel met Maria Louise van Hessen-Kassel (1688-1765), die via beide grootmoeders eveneens afstamde van Willem van Oranje. Uit dit huwelijk werden twee kinderen geboren:
- Anna Charlotte Amalie (1710-1777), gehuwd met Frederik van Baden-Durlach (1703-1732)
- Willem IV Karel Hendrik Friso (1711-1751), gehuwd met Anna van Hannover (1709-1759). Willem IV werd na het overlijden van zijn vader geboren.

Hoewel hij zelf slechts twee kinderen had, worden door succesvolle huwelijkspolitiek alle erfbare tronen in Europa bezet door afstammelingen van Johan Willem Friso.

## Nagedachtenis
- Het oudste Nederlandse infanterieregiment werd naar hem genoemd. initieel werd dit het "Regiment Infanterie Johan Willem Friso" genoemd. Vanaf 20 november 2020 is de prinsentitel toegevoegd en is dit het Regiment Infanterie Prins Johan Willem Friso geworden.[2]
- Ook de Mars van de jonge Prins van Friesland, die bij bijzondere gelegenheden en als eerbetoon aan de minister van Defensie wordt gespeeld, verwijst naar deze prins.
- Ter herinnering aan de verdrinking van Johan Willem Friso werd in 2000 aan de Moerdijk een monument onthuld. Het was een initiatief van Jan Bomans (broer van Godfried), luitenant-kolonel Eppo Brongers (schrijver van een biografie over Johan Willem Friso), Ad Vermeulen en uitgever Leo Barjesteh van Waalwijk van Doorn.
- In juli 2011, 300 jaar na zijn verdrinkingsdood, werd ook te Strijensas een monument onthuld.[3]

## Kwartierstaat
| Ernst Casimir van Nassau-Dietz (1573–1632)       | Ernst Casimir van Nassau-Dietz (1573–1632)       | Ernst Casimir van Nassau-Dietz (1573–1632)       | Ernst Casimir van Nassau-Dietz (1573–1632)       | Ernst Casimir van Nassau-Dietz (1573–1632)       | Ernst Casimir van Nassau-Dietz (1573–1632)       | Sophia Hedwig van Brunswijk-Wolfenbüttel (1592-1642) | Sophia Hedwig van Brunswijk-Wolfenbüttel (1592-1642) | Sophia Hedwig van Brunswijk-Wolfenbüttel (1592-1642) | Sophia Hedwig van Brunswijk-Wolfenbüttel (1592-1642) | Sophia Hedwig van Brunswijk-Wolfenbüttel (1592-1642) | Sophia Hedwig van Brunswijk-Wolfenbüttel (1592-1642) |                                                  |                                                  | Frederik Hendrik van Oranje (1584–1647)         | Frederik Hendrik van Oranje (1584–1647)         | Frederik Hendrik van Oranje (1584–1647)         | Frederik Hendrik van Oranje (1584–1647)         | Frederik Hendrik van Oranje (1584–1647)         | Frederik Hendrik van Oranje (1584–1647)         | Amalia van Solms (1602−1675)                    | Amalia van Solms (1602−1675)                    | Amalia van Solms (1602−1675) | Amalia van Solms (1602−1675) | Amalia van Solms (1602−1675)              | Amalia van Solms (1602−1675)              |                                           |                                           | Johan Casimir van Anhalt-Dessau (1596-1660) | Johan Casimir van Anhalt-Dessau (1596-1660) | Johan Casimir van Anhalt-Dessau (1596-1660) | Johan Casimir van Anhalt-Dessau (1596-1660) | Johan Casimir van Anhalt-Dessau (1596-1660)   | Johan Casimir van Anhalt-Dessau (1596-1660)   | Agnes van Hessen-Kassel (1607-1650)           | Agnes van Hessen-Kassel (1607-1650)           | Agnes van Hessen-Kassel (1607-1650)           | Agnes van Hessen-Kassel (1607-1650)           | Agnes van Hessen-Kassel (1607-1650)            | Agnes van Hessen-Kassel (1607-1650)            |                                                 |                                                 | Frederik Hendrik van Oranje (1584–1647)         | Frederik Hendrik van Oranje (1584–1647)         | Frederik Hendrik van Oranje (1584–1647)         | Frederik Hendrik van Oranje (1584–1647)         | Frederik Hendrik van Oranje (1584–1647)    | Frederik Hendrik van Oranje (1584–1647)    | Amalia van Solms (1602−1675)               | Amalia van Solms (1602−1675)               | Amalia van Solms (1602−1675) | Amalia van Solms (1602−1675) | Amalia van Solms (1602−1675) | Amalia van Solms (1602−1675) |  |  |  |  |  |  |  |  |  |  |  |  |  |  |  |  |  |  |  |  |  |  |  |  |  |  |  |  |  |  |  |  |  |  |  |  |  |  |  |  |  |  |  |  |  |  |  |  |
| Ernst Casimir van Nassau-Dietz (1573–1632)       | Ernst Casimir van Nassau-Dietz (1573–1632)       | Ernst Casimir van Nassau-Dietz (1573–1632)       | Ernst Casimir van Nassau-Dietz (1573–1632)       | Ernst Casimir van Nassau-Dietz (1573–1632)       | Ernst Casimir van Nassau-Dietz (1573–1632)       | Sophia Hedwig van Brunswijk-Wolfenbüttel (1592-1642) | Sophia Hedwig van Brunswijk-Wolfenbüttel (1592-1642) | Sophia Hedwig van Brunswijk-Wolfenbüttel (1592-1642) | Sophia Hedwig van Brunswijk-Wolfenbüttel (1592-1642) | Sophia Hedwig van Brunswijk-Wolfenbüttel (1592-1642) | Sophia Hedwig van Brunswijk-Wolfenbüttel (1592-1642) |                                                  |                                                  | Frederik Hendrik van Oranje (1584–1647)         | Frederik Hendrik van Oranje (1584–1647)         | Frederik Hendrik van Oranje (1584–1647)         | Frederik Hendrik van Oranje (1584–1647)         | Frederik Hendrik van Oranje (1584–1647)         | Frederik Hendrik van Oranje (1584–1647)         | Amalia van Solms (1602−1675)                    | Amalia van Solms (1602−1675)                    | Amalia van Solms (1602−1675) | Amalia van Solms (1602−1675) | Amalia van Solms (1602−1675)              | Amalia van Solms (1602−1675)              |                                           |                                           | Johan Casimir van Anhalt-Dessau (1596-1660) | Johan Casimir van Anhalt-Dessau (1596-1660) | Johan Casimir van Anhalt-Dessau (1596-1660) | Johan Casimir van Anhalt-Dessau (1596-1660) | Johan Casimir van Anhalt-Dessau (1596-1660)   | Johan Casimir van Anhalt-Dessau (1596-1660)   | Agnes van Hessen-Kassel (1607-1650)           | Agnes van Hessen-Kassel (1607-1650)           | Agnes van Hessen-Kassel (1607-1650)           | Agnes van Hessen-Kassel (1607-1650)           | Agnes van Hessen-Kassel (1607-1650)            | Agnes van Hessen-Kassel (1607-1650)            |                                                 |                                                 | Frederik Hendrik van Oranje (1584–1647)         | Frederik Hendrik van Oranje (1584–1647)         | Frederik Hendrik van Oranje (1584–1647)         | Frederik Hendrik van Oranje (1584–1647)         | Frederik Hendrik van Oranje (1584–1647)    | Frederik Hendrik van Oranje (1584–1647)    | Amalia van Solms (1602−1675)               | Amalia van Solms (1602−1675)               | Amalia van Solms (1602−1675) | Amalia van Solms (1602−1675) | Amalia van Solms (1602−1675) | Amalia van Solms (1602−1675) |  |  |  |  |  |  |  |  |  |  |  |  |  |  |  |  |  |  |  |  |  |  |  |  |  |  |  |  |  |  |  |  |  |  |  |  |  |  |  |  |  |  |  |  |  |  |  |  |
|                                                  |                                                  |                                                  |                                                  |                                                  |                                                  |                                                      |                                                      |                                                      |                                                      |                                                      |                                                      |                                                  |                                                  |                                                 |                                                 |                                                 |                                                 |                                                 |                                                 |                                                 |                                                 |                              |                              |                                           |                                           |                                           |                                           |                                             |                                             |                                             |                                             |                                               |                                               |                                               |                                               |                                               |                                               |                                                |                                                |                                                 |                                                 |                                                 |                                                 |                                                 |                                                 |                                            |                                            |                                            |                                            |                              |                              |                              |                              |  |  |  |  |  |  |  |  |  |  |  |  |  |  |  |  |  |  |  |  |  |  |  |  |  |  |  |  |  |  |  |  |  |  |  |  |  |  |  |  |  |  |  |  |  |  |  |  |
|                                                  |                                                  |                                                  |                                                  | Willem Frederik van Nassau-Dietz (1613–1664)     | Willem Frederik van Nassau-Dietz (1613–1664)     | Willem Frederik van Nassau-Dietz (1613–1664)         | Willem Frederik van Nassau-Dietz (1613–1664)         | Willem Frederik van Nassau-Dietz (1613–1664)         | Willem Frederik van Nassau-Dietz (1613–1664)         |                                                      |                                                      |                                                  |                                                  |                                                 |                                                 | Albertine Agnes van Nassau (1634-1696)          | Albertine Agnes van Nassau (1634-1696)          | Albertine Agnes van Nassau (1634-1696)          | Albertine Agnes van Nassau (1634-1696)          | Albertine Agnes van Nassau (1634-1696)          | Albertine Agnes van Nassau (1634-1696)          |                              |                              |                                           |                                           |                                           |                                           |                                             |                                             |                                             |                                             | Johan George II van Anhalt-Dessau (1627-1693) | Johan George II van Anhalt-Dessau (1627-1693) | Johan George II van Anhalt-Dessau (1627-1693) | Johan George II van Anhalt-Dessau (1627-1693) | Johan George II van Anhalt-Dessau (1627-1693) | Johan George II van Anhalt-Dessau (1627-1693) |                                                |                                                |                                                 |                                                 |                                                 |                                                 | Henriëtte Catharina van Nassau (1637-1708)      | Henriëtte Catharina van Nassau (1637-1708)      | Henriëtte Catharina van Nassau (1637-1708) | Henriëtte Catharina van Nassau (1637-1708) | Henriëtte Catharina van Nassau (1637-1708) | Henriëtte Catharina van Nassau (1637-1708) |                              |                              |                              |                              |  |  |  |  |  |  |  |  |  |  |  |  |  |  |  |  |  |  |  |  |  |  |  |  |  |  |  |  |  |  |  |  |  |  |  |  |  |  |  |  |  |  |  |  |  |  |  |  |
|                                                  |                                                  |                                                  |                                                  | Willem Frederik van Nassau-Dietz (1613–1664)     | Willem Frederik van Nassau-Dietz (1613–1664)     | Willem Frederik van Nassau-Dietz (1613–1664)         | Willem Frederik van Nassau-Dietz (1613–1664)         | Willem Frederik van Nassau-Dietz (1613–1664)         | Willem Frederik van Nassau-Dietz (1613–1664)         |                                                      |                                                      |                                                  |                                                  |                                                 |                                                 | Albertine Agnes van Nassau (1634-1696)          | Albertine Agnes van Nassau (1634-1696)          | Albertine Agnes van Nassau (1634-1696)          | Albertine Agnes van Nassau (1634-1696)          | Albertine Agnes van Nassau (1634-1696)          | Albertine Agnes van Nassau (1634-1696)          |                              |                              |                                           |                                           |                                           |                                           |                                             |                                             |                                             |                                             | Johan George II van Anhalt-Dessau (1627-1693) | Johan George II van Anhalt-Dessau (1627-1693) | Johan George II van Anhalt-Dessau (1627-1693) | Johan George II van Anhalt-Dessau (1627-1693) | Johan George II van Anhalt-Dessau (1627-1693) | Johan George II van Anhalt-Dessau (1627-1693) |                                                |                                                |                                                 |                                                 |                                                 |                                                 | Henriëtte Catharina van Nassau (1637-1708)      | Henriëtte Catharina van Nassau (1637-1708)      | Henriëtte Catharina van Nassau (1637-1708) | Henriëtte Catharina van Nassau (1637-1708) | Henriëtte Catharina van Nassau (1637-1708) | Henriëtte Catharina van Nassau (1637-1708) |                              |                              |                              |                              |  |  |  |  |  |  |  |  |  |  |  |  |  |  |  |  |  |  |  |  |  |  |  |  |  |  |  |  |  |  |  |  |  |  |  |  |  |  |  |  |  |  |  |  |  |  |  |  |
|                                                  |                                                  |                                                  |                                                  |                                                  |                                                  |                                                      |                                                      |                                                      |                                                      | Hendrik Casimir II van Nassau-Dietz (1657–1696)      | Hendrik Casimir II van Nassau-Dietz (1657–1696)      | Hendrik Casimir II van Nassau-Dietz (1657–1696)  | Hendrik Casimir II van Nassau-Dietz (1657–1696)  | Hendrik Casimir II van Nassau-Dietz (1657–1696) | Hendrik Casimir II van Nassau-Dietz (1657–1696) |                                                 |                                                 |                                                 |                                                 |                                                 |                                                 |                              |                              |                                           |                                           |                                           |                                           |                                             |                                             |                                             |                                             |                                               |                                               |                                               |                                               |                                               |                                               | Henriëtte Amalia van Anhalt-Dessau (1666−1726) | Henriëtte Amalia van Anhalt-Dessau (1666−1726) | Henriëtte Amalia van Anhalt-Dessau (1666−1726)  | Henriëtte Amalia van Anhalt-Dessau (1666−1726)  | Henriëtte Amalia van Anhalt-Dessau (1666−1726)  | Henriëtte Amalia van Anhalt-Dessau (1666−1726)  |                                                 |                                                 |                                            |                                            |                                            |                                            |                              |                              |                              |                              |  |  |  |  |  |  |  |  |  |  |  |  |  |  |  |  |  |  |  |  |  |  |  |  |  |  |  |  |  |  |  |  |  |  |  |  |  |  |  |  |  |  |  |  |  |  |  |  |
|                                                  |                                                  |                                                  |                                                  |                                                  |                                                  |                                                      |                                                      |                                                      |                                                      | Hendrik Casimir II van Nassau-Dietz (1657–1696)      | Hendrik Casimir II van Nassau-Dietz (1657–1696)      | Hendrik Casimir II van Nassau-Dietz (1657–1696)  | Hendrik Casimir II van Nassau-Dietz (1657–1696)  | Hendrik Casimir II van Nassau-Dietz (1657–1696) | Hendrik Casimir II van Nassau-Dietz (1657–1696) |                                                 |                                                 |                                                 |                                                 |                                                 |                                                 |                              |                              |                                           |                                           |                                           |                                           |                                             |                                             |                                             |                                             |                                               |                                               |                                               |                                               |                                               |                                               | Henriëtte Amalia van Anhalt-Dessau (1666−1726) | Henriëtte Amalia van Anhalt-Dessau (1666−1726) | Henriëtte Amalia van Anhalt-Dessau (1666−1726)  | Henriëtte Amalia van Anhalt-Dessau (1666−1726)  | Henriëtte Amalia van Anhalt-Dessau (1666−1726)  | Henriëtte Amalia van Anhalt-Dessau (1666−1726)  |                                                 |                                                 |                                            |                                            |                                            |                                            |                              |                              |                              |                              |  |  |  |  |  |  |  |  |  |  |  |  |  |  |  |  |  |  |  |  |  |  |  |  |  |  |  |  |  |  |  |  |  |  |  |  |  |  |  |  |  |  |  |  |  |  |  |  |
|                                                  |                                                  |                                                  |                                                  |                                                  |                                                  |                                                      |                                                      |                                                      |                                                      |                                                      |                                                      |                                                  |                                                  |                                                 |                                                 |                                                 |                                                 |                                                 |                                                 |                                                 |                                                 |                              |                              |                                           |                                           |                                           |                                           |                                             |                                             |                                             |                                             |                                               |                                               |                                               |                                               |                                               |                                               |                                                |                                                |                                                 |                                                 |                                                 |                                                 |                                                 |                                                 |                                            |                                            |                                            |                                            |                              |                              |                              |                              |  |  |  |  |  |  |  |  |  |  |  |  |  |  |  |  |  |  |  |  |  |  |  |  |  |  |  |  |  |  |  |  |  |  |  |  |  |  |  |  |  |  |  |  |  |  |  |  |
|                                                  |                                                  |                                                  |                                                  |                                                  |                                                  |                                                      |                                                      |                                                      |                                                      |                                                      |                                                      |                                                  |                                                  |                                                 |                                                 |                                                 |                                                 |                                                 |                                                 |                                                 |                                                 |                              |                              |                                           |                                           |                                           |                                           |                                             |                                             |                                             |                                             |                                               |                                               |                                               |                                               |                                               |                                               |                                                |                                                |                                                 |                                                 |                                                 |                                                 |                                                 |                                                 |                                            |                                            |                                            |                                            |                              |                              |                              |                              |  |  |  |  |  |  |  |  |  |  |  |  |  |  |  |  |  |  |  |  |  |  |  |  |  |  |  |  |  |  |  |  |  |  |  |  |  |  |  |  |  |  |  |  |  |  |  |  |
| Willem George Friso van Nassau-Dietz (1685-1686) | Willem George Friso van Nassau-Dietz (1685-1686) | Willem George Friso van Nassau-Dietz (1685-1686) | Willem George Friso van Nassau-Dietz (1685-1686) | Willem George Friso van Nassau-Dietz (1685-1686) | Willem George Friso van Nassau-Dietz (1685-1686) |                                                      |                                                      | Henriëtte Albertine van Nassau-Dietz (1686-1654)     | Henriëtte Albertine van Nassau-Dietz (1686-1654)     | Henriëtte Albertine van Nassau-Dietz (1686-1654)     | Henriëtte Albertine van Nassau-Dietz (1686-1654)     | Henriëtte Albertine van Nassau-Dietz (1686-1654) | Henriëtte Albertine van Nassau-Dietz (1686-1654) |                                                 |                                                 | Johan Willem Friso van Nassau-Dietz (1687–1711) | Johan Willem Friso van Nassau-Dietz (1687–1711) | Johan Willem Friso van Nassau-Dietz (1687–1711) | Johan Willem Friso van Nassau-Dietz (1687–1711) | Johan Willem Friso van Nassau-Dietz (1687–1711) | Johan Willem Friso van Nassau-Dietz (1687–1711) |                              |                              | Maria Amalia van Nassau-Dietz (1689-1771) | Maria Amalia van Nassau-Dietz (1689-1771) | Maria Amalia van Nassau-Dietz (1689-1771) | Maria Amalia van Nassau-Dietz (1689-1771) | Maria Amalia van Nassau-Dietz (1689-1771)   | Maria Amalia van Nassau-Dietz (1689-1771)   |                                             |                                             | Sophia Hedwig van Nassau-Dietz (1690-1734)    | Sophia Hedwig van Nassau-Dietz (1690-1734)    | Sophia Hedwig van Nassau-Dietz (1690-1734)    | Sophia Hedwig van Nassau-Dietz (1690-1734)    | Sophia Hedwig van Nassau-Dietz (1690-1734)    | Sophia Hedwig van Nassau-Dietz (1690-1734)    |                                                |                                                | Isabella Charlotte van Nassau-Dietz (1692-1757) | Isabella Charlotte van Nassau-Dietz (1692-1757) | Isabella Charlotte van Nassau-Dietz (1692-1757) | Isabella Charlotte van Nassau-Dietz (1692-1757) | Isabella Charlotte van Nassau-Dietz (1692-1757) | Isabella Charlotte van Nassau-Dietz (1692-1757) |                                            |                                            | ... + 3 zusters                            | ... + 3 zusters                            | ... + 3 zusters              | ... + 3 zusters              | ... + 3 zusters              | ... + 3 zusters              |  |  |  |  |  |  |  |  |  |  |  |  |  |  |  |  |  |  |  |  |  |  |  |  |  |  |  |  |  |  |  |  |  |  |  |  |  |  |  |  |  |  |  |  |  |  |  |  |